# 落阵营民居
落阵营民居，亦称吕家大院，是一处位于山西省大同市云州区杜庄乡落阵营村内的清代民居。因吕家的商号名为“庆云祥”，当地也把这里叫做庆字号。
吕家的先祖吕天平传为李自成的族侄，李自成起义失败后，他改姓为吕到落阵营村隐居。至乾隆末年吕庆时吕家走向繁盛。吕庆勤劳而通诗书，有维仁、维礼、维信三子，三兄弟生有七男，排行第六的吕塘（亦有作吕瑭）从政，其余六男皆从商。六男中的吕宝将吕家的油坊经营壮大，逐渐兼并了晋蒙两地多家油坊，近乎垄断了附近的食油市场。吕塘在清道光二十四年（公元1845年）中举，任刑部主事，任石膏井盐提举、云南孙阳州知州、河南大府领三品衔，赐忠义大夫。吕塘之子吕绅春为咸丰十一年（公元1861年）贡生，任戊子、乙丑科江西省同考官，官至直隶天津县知县加同知衔，医术出众，有“官中御医”之名。吕家其他著名人物还有吕清奇、吕瑗、吕玢、吕生直、吕生江、吕生渭、吕明诰、吕日周。
吕家大院原有九个大院，占地共计四十亩余，有务农用的南大院、产销油的油坊院、制皮熬胶的胶坊院、读书治政的旗杆院等。大院的建筑至少花费了13年时间。现旗杆院保存较完整，胶坊院已经不存，油坊院只余两个院落。民居的建筑构建在文化大革命中遭到红卫兵的破坏，现大多已残破。吕家大院保存至今的房舍有102间，部分门楼、石砖、照壁、木刻保存完好，是大院的特色。大院融合了云南、河南、天津的建筑风格。大院主院的布局为三进三出，正厅中过去曾摆放有御赐的开道锣、万民伞、纱灯等物。正屋正脊的张嘴铁角兽也为御赐，至今犹存。堂屋面前三米见方的青砖斜砌地为光绪时御赐。亦有传言称整个吕家大院都是慈禧太后拨款修建，以表彰吕塘、吕绅春父子的廉洁。
2011年10月24日，吕家大院以“落阵营民居”一名登录为第三批大同市文物保护单位。